# سكوت سانت جون
سكوت سانت جون هو موسيقي كندي، ولد في 4 ديسمبر 1969 في لندن في كندا.

## وصلات خارجية
- سكوت سانت جون على موقع IMDb (الإنجليزية)
- سكوت سانت جون على موقع ميوزك برينز (الإنجليزية)
- سكوت سانت جون على موقع ديسكوغز (الإنجليزية)